# 江春
江春（1720年—1789年），字颖长，号鹤亭，盐务旗号江广达，清乾隆时期出任两淮盐务总商40年，为清乾隆时期“两淮八大总商”之首。“身系两淮盛衰垂五十年”。
江春生于清康熙五十九年（1720年），原籍安徽省徽州府歙县江村，曾祖父江国茂、祖父江演、父亲江承瑜在江苏省扬州业盐致富，江演、江承瑜先后任两淮总商。江承瑜寄籍仪征。居住扬州新城南河下大街。
江春早年为仪征县诸生，乾隆三年（1738年），父亲江承瑜去世，母亲田氏继任总商职位。乾隆六年（1741年），江春22岁时去南京参加乡试未中，遂继承家业，接任两淮总商。與堂弟江昉被称为“二江先生”。
江春长身玉立，美须髯，喜好诗文，擅长写诗，当时与齐次风，马秋玉齐名，又交游广阔，“性尤好客，招集名流，酒赋琴歌，不申旦不止。”与袁枚、曹仁虎、蒋士铨、金农、方贞观、陈章、吴献可、郭尚文、金兆燕、王步青等文人交往甚密，乾隆三十一年，江春邀集了一批文人在寒香馆悬像赋诗，以纪念苏东坡诞辰700周年，成为一时盛会。吴梅村之孙吴献可因“通经史，究名法之学”，曾在江春家教書20年。并在南河下街建“随月读书楼”，出版《随月读书楼诗文》。又爱养蟋蟀，建“秋声馆”。
江春最为人熟知的是“江春大接驾”，“以布衣结交天子”。他在担任两淮盐务总商40年间，曾6次接待乾隆皇帝南巡，筹划张罗接待，并多次前往山东、天津迎驾，乾隆在扬州多次居住在江春的康山草堂 。相传“瘦西湖白塔”为江春一夜用盐堆成。
乾隆年间，朝廷军政费用支出浩繁，江春历年向国家捐输为数甚巨，“急公报效”，捐纳的银两总数为1120万两，幾佔所有两淮盐商捐輸总数的四分之一，多次获得乾隆封赏。乾隆二十二年（1757年）因“办治净香园称旨”，得到“奉宸苑卿”头衔。又赏赐布政使头衔（從二品），后来又授予“正一品光禄大夫”头衔，并赏戴花翎（孔雀翎）。
由于频繁捐输，“百万之费，指顾立办”，江春晚年财力不足，到了“家屡空”的地步，乾隆三十六年和乾隆五十年，乾隆两次批示借银55万两作其营运资本，靠“商借皇帑”方式维持营运。乾隆五十年（1785年），乾隆登基五十年大典，江春等盐商献银100万两庆贺，年已65歲岁的江春受邀参加在京城乾清宫举行的“千叟宴”。高宗稱他“诚荩有长才”，由是赢得了皇帝对他的信赖。
《扬州画舫录》記載江春家拥有自己的徽剧戏班春台班。乾隆五十五年（1790年），春台班与三庆班、四喜班、和春班“四大徽班”奉旨进京，庆贺乾隆帝八十大寿，导致京剧诞生。　　
江春在扬州构筑了8处园林。包括早期住所“水南花墅”、东乡别墅“深庄”、“退园”、“净香园”(江园)、“秋集好声寨”、“江氏东园”、“西庄”，不过最著名的则是位于扬州新城东南角的“康山草堂”（今康山街）。 乾隆皇帝曾两次亲临康山草堂，题写“怡性堂”匾额。
乾隆五十四年（1789年）七月，江春去世，年69岁。无子嗣。江昉先後以季子江振先、次子江振鸿继之。《湖海诗传》卷十九录江春两詩。有《随月读书楼诗集》三卷传世，留诗320首。